# Sherlock Holmes: Das Geheimnis des persischen Teppichs
Sherlock Holmes – Das Geheimnis des persischen Teppichs ist ein 2008 erschienenes Casual Game, das im Adventure-Genres angesiedelt ist und Wimmelbilder als eines der tragenden Spielelemente integriert hat. Es wurde in Zusammenarbeit von Frogwares entwickelt und von Big Fish Games und Astragon vertrieben. Als typisches Budget-Spiel ist das Game von der von Frogwares herausgebrachten Reihe um Sherlock Holmes und Dr. Watson abzugrenzen.

## Handlung
Im viktorianischen London des Jahres 1896 erhält Holmes einen Brief von Scotland Yard, in der er um die Hilfe bei einem Mordfall gebeten wird. Zunächst desinteressiert, will der Detektiv die Ermittlungen schließlich doch aufnehmen, als er erfährt, dass das Opfer in einem wertvollen Perserteppich eingewickelt wurde. Dies fügt dem Verbrechen in seinen Augen ein ungewöhnliches Detail hinzu.
Holmes untersucht dabei zunächst Tatort und Wohnung des Opfers, einem Maler namens Vincent Gordon, wobei er auf Mary Summers, der Freundin des Opfers, stößt. Diese hat ihm eine Morddrohung gesandt, wobei sie aussagt, dass diese nur im übertragenen Sinne gemeint war. Über sie gelangt man schließlich ins Aston Theater, wo sie Schauspielerin ist und auch Gordon eine Zeitlang eingestellt war, bis er vom Eigentümer Edward Aston herausgeworfen wurde, der in Gordon nur einen zweitklassigen Künstler mit schlechtem Einfluss auf Mary Summers sah und sich auch für den Tod Gordons erfreut zeigt.
Parallel wird mit Brian Willis ein dritter Verdächtiger von Scotland Yard vorgestellt, einem Arbeiter in der Zementfabrik, in der das Opfer gefunden wurde. Er machte sich bereits mehreren kriminellen Delikten strafbar und fällt durch mehrere Falschaussagen auf.
Bei erneuten Nachforschungen in der Wohnung Gordons kann man schließlich Lord Lindon als einen der Auftraggeber des Malers identifizieren, der ein Porträt von seiner Frau anfertigen lassen wollte. Der Lord wird im Folgenden schnell zum Verdächtigen, da man auch bei ihm eine Drohung findet, die sich gegen Gordon richtet. Wie bereits Mary Summers stellt auch er diesen Brief als reine Affekthandlung heraus, da der Maler sich offenbar zu stark zu der Frau des Lords, Lady Lindon, hingezogen fühlte. Zudem kann Lindon mit dem Besuch einer Oper ein Alibi vorweisen.
Dieses Alibi deckt auch die Frau, die als fünfte Verdächtige in dem Fall benannt wird. Sie wurde nämlich vom Maler erpresst, als dieser herausfand, dass sie seine Halbschwester war. Dies geschah, da seine Mutter beim Vater von Lady Lindon zur Dienerschaft gehörte und eines Tages von ihrem Herren geschwängert wurde.
Der letzte Verdacht fällt schließlich auf Garry Oak, einem Spieler, bei dem der Maler mehrere Pfund Schulden hatte. Holmes hat nun alle Verdächtigen und Indizien in diesem Fall zusammen, um sein Resümee zu ziehen.
Demnach ist Lord Lindon der Mörder, da Vincent Gordon während seiner Arbeit im Hause Lindon herausfand, dass der Lord in finanzielle Betrügereien verwickelt ist. Mit dieser Tatsache erpresste der Maler auch Lindon. Die Geldübergabe ließ der Lord, den Mord bereits geplant, während der Oper stattfinden, um ein Alibi vorweisen zu können, das einzig und allein durch eine Notiz der Garderobe widerlegt werden kann. Lindon folgte anschließend Gordon, der sich auf dem Weg zu Willis’ Versteck machte, wo der Maler das Anwesen der Lindons als gute Einbruchsmöglichkeit nannte. Während Willis sich sofort aufmachte, blieb der Maler zurück und wurde schließlich vom Lord umgebracht, sodass dieser sich sein Geld zurückholen konnte. Dann wickelte er den Leichnam in einem gestohlenen Teppich aus dem Unterschlupf und leget ihn in der Arbeitsstätte Willis’, der Zementfabrik ab, um den Verdacht auf den Kriminellen zu lenken.

## Spielprinzip und Technik
Beim Spiel handelt es sich um eine Art Adventure, bei dem in statischen Wimmelbildern Gegenstände gefunden und kombiniert sowie verschiedene Rätsel gelöst werden müssen. Diese Rätsel sind, je nachdem, ob man im Casual Modus, Detektivmodus oder Adventuremodus spielt, unterschiedlich schwer, zudem kann je nach gewähltem Modus eine bestimmte Anzahl an Rätseln ungelöst übersprungen werden. Die Modi legen auch fest, inwiefern der Spieler selbst entscheiden kann, in welcher Reihenfolge die Ermittlungen vonstattengehen. So ist man zum Beispiel im Casual- und Detektivmodus zur Vereinfachung gezwungen, auf dem sogenannten „Deduction Board“ am Ende eines jeden der sieben Levels seine Beobachtungen festzuhalten, während man sich im Adventure Modus auch erst ganz am Schluss dieser Aufgabe zuwenden kann. Zusätzlich zum gewählten Modus kann auch noch im sogenannten Zeitmodus gespielt werden, wobei je nach Level ein Limit von 30 bis 45 Minuten gesetzt wird. Schafft man es in dieser Zeit nicht, das Level zu beenden, muss man es erneut starten. Diesen Zeitmodus kann man, im Gegensatz zu den Schwierigkeitsmodi, jederzeit während des Spiels ein- oder ausschalten. Auf eine Sprachausgabe wurde komplett verzichtet, sodass die wenigen Dialoge zwischen Holmes und Watson ausschließlich auf Textebene stattfinden. Die Verhöre der Zeugen und Verdächtigen finden ausschließlich durch Scotland Yard statt, sodass man im Nachhinein lediglich über die Akten an Informationen kommt.

## Produktionsnotizen
Die Schauplätze von Sherlock Holmes – Das Geheimnis des persischen Teppichs wurden allesamt dem zweiten Teil der offiziellen Frogwares-Reihe, Sherlock Holmes: Das Geheimnis des silbernen Ohrrings entnommen und nur geringfügig verändert. So entspricht zum Beispiel das Anwesen der Lindons dem der Bromsbys, der Unterschlupf Willis’ den Ruinen bei der Abtei Richmond und die Wohnung des Malers der des Barkeepers Hunter. Auch eine große Menge der Rätsel stammt aus vorher veröffentlichten Teilen aus der Frogwares-Reihe. So muss man unter anderem im Aston Theater auf die gleiche Weise ein Schloss knacken, wie man dies bereits in der Nervenheilanstalt in Sherlock Holmes: Die Spur der Erwachten getan hat. Im Theater gilt es auch ein löchriges Netz zu flicken, ein Rätsel, das man in der gleichen Form in Sherlock Holmes jagt Arsène Lupin findet.

## Rezeption
Sherlock Holmes: Das Geheimnis des persischen Teppichs wurde, wie bei den meisten Casual Games üblich, nur selten getestet und wenn dann meist mit mäßigen Kritiken versehen. Die Computer Bild Spiele schrieb: „Was zunächst wie ein billiges Wimmelbildspiel wirkt, entpuppt sich tatsächlich als spannende Rätsel- und Kombinieraufgabe für Anfänger. Und das ist doch 'befriedigend'.“ Als Bewertung vergab sie die Note 2,67.